# スーパーパワーズカップ
スーパーパワーズカップ（Super Powers Cup）は、かつて行われていたラグビーユニオンの国際大会である。本項では2003年～2004年のスーパーパワーズカップと2005年のTOSHIBAスーパーカップを合わせて記述する。2006年にIRBパシフィックファイブネイションズ（現・ワールドラグビーパシフィックネイションズカップ）が創設されたことなどにともない、スーパーカップは廃止された。

## 2003年
2003年にIRBが、日本・米国・ロシア・中国の4ヶ国による1回戦総当たり戦として創設したが、SARSの流行のため中国がこの年の大会への参加を取りやめ、3ヵ国によって行われた。また、米国はロシア戦にフル代表ではなくA代表を派遣し、これを下したロシアが優勝した。米国が2位、日本は2敗で3位に終わった。

### 試合一覧
| 2003年5月17日 14:00 | アメリカ合衆国 | 69 - 27 | 日本 | ボクサースタジアム（サンフランシスコ） レフリー: B・ククリンスキー（カナダ） |
| 2003年5月17日 14:00 | レポート       |         |      | ボクサースタジアム（サンフランシスコ） レフリー: B・ククリンスキー（カナダ） |

| 2003年5月25日 14:00 | 日本     | 34 - 43 | ロシア | 秩父宮ラグビー場（東京都） レフリー: アル・クレンプ（アメリカ） |
| 2003年5月25日 14:00 | レポート |         |        | 秩父宮ラグビー場（東京都） レフリー: アル・クレンプ（アメリカ） |

| 2003年7月 | ロシア | 30 - 21 | アメリカ合衆国A | クラスノヤルスク |
| 2003年7月 |        |         |                 | クラスノヤルスク |

## 2004年
2004年は、東芝の特別協賛となり、TOSHIBAスーパーパワーズカップとして日本で開催された。中国は他の参加国に実力が遠く及ばないため結局参加せず、替わってカナダが加わってのトーナメント方式となり、日本がロシアとカナダを破って優勝した。

### 試合一覧
1回戦
| 2004年5月27日 | カナダ | 23 - 20 | アメリカ合衆国 | 旧国立競技場（東京都） |
| 2004年5月27日 |        |         |                | 旧国立競技場（東京都） |

1回戦
| 2004年5月27日 19:07 | 日本     | 29 - 12 | ロシア | 旧国立競技場（東京都） レフリー: B・ククリンスキー（カナダ） |
| 2004年5月27日 19:07 | レポート |         |        | 旧国立競技場（東京都） レフリー: B・ククリンスキー（カナダ） |

3位決定戦
| 2004年5月30日 | アメリカ合衆国 | 41 - 11 | ロシア | 秩父宮ラグビー場（東京都） |
| 2004年5月30日 |                |         |        | 秩父宮ラグビー場（東京都） |

決勝戦
| 2004年5月30日 14:05 | 日本     | 34 - 21 | カナダ | 秩父宮ラグビー場（東京都） 観客数: 11679人 レフリー: アル・クレンプ（アメリカ） |
| 2004年5月30日 14:05 | レポート |         |        | 秩父宮ラグビー場（東京都） 観客数: 11679人 レフリー: アル・クレンプ（アメリカ） |

## 2005年
2005年は前年同様、日本で4ヶ国によるトーナメント方式で開催されたが、ロシアに替わってルーマニアが参加し、「超大国カップ」という従来の名称と実態との乖離が大きくなったため、「TOSHIBAスーパーカップ」に改称された。
優勝したのはカナダで、米国と日本を破った。

### 試合一覧
1回戦
| 2005年5月25日 | カナダ | 30 - 26 | アメリカ合衆国 | 旧国立競技場（東京都） |
| 2005年5月25日 |        |         |                | 旧国立競技場（東京都） |

1回戦
| 2005年5月25日 19:06 | 日本     | 23 - 16 | ルーマニア | 旧国立競技場（東京都） レフリー: P・ドロレット（カナダ） |
| 2005年5月25日 19:06 | レポート |         |            | 旧国立競技場（東京都） レフリー: P・ドロレット（カナダ） |

3位決定戦
| 2005年5月29日 | アメリカ合衆国 | 28 - 22 | ルーマニア | 秩父宮ラグビー場（東京都） |
| 2005年5月29日 |                |         |            | 秩父宮ラグビー場（東京都） |

決勝戦
| 2005年5月29日 14:31 | 日本     | 10 - 15 | カナダ | 秩父宮ラグビー場（東京都） 観客数: 12097人 レフリー: G・ブレン（アメリカ） |
| 2005年5月29日 14:31 | レポート |         |        | 秩父宮ラグビー場（東京都） 観客数: 12097人 レフリー: G・ブレン（アメリカ） |